# Ковач, Денеш
Де́неш Ко́вач (венг. Kovács Dénes; 18 апреля 1930, Вац — 11 февраля 2005, Будапешт) — венгерский скрипач и музыкальный педагог.
Учился в Будапештской музыкальной академии имени Листа у Эде Затурецкого. В 1955 году стал победителем лондонского Конкурса молодых скрипачей имени Карла Флеша. В 1951—1961 годах был концертмейстером оркестра Будапештской оперы. Много выступал с пианистом Михаем Бехером, записал с ним ряд сонат Моцарта и Бетховена.
С 1957 года преподавал в Будапештской музыкальной академии, в 1967—1980 годах — её ректор.
В 1963 году удостоен премии имени Кошута — высшей государственной премии Венгрии в области культуры и искусства.